# RoC
Pour l’article homonyme, voir ROC.
RoC est une marque française de cosmétiques créée en 1957 par Jean-Charles Lissarague, docteur spécialisé en dermo-pharmacologie au sein de la pharmacie Rogé Cavaillès, à Paris. La marque RoC distribue essentiellement des soins pour la beauté de la peau : des soins anti-âge, des soins hydratants, des soins solaires et des déodorants.  RoC est la contraction de Rogé Cavaillès mais est indépendante de la marque Rogé Cavaillès.
Présente à l’international, RoC est une marque appartenant au fonds d'investissement américain Gryphon Investors depuis 2019. Auparavant, la marque appartenait à la multinationale Johnson & Johnson qui l’avait rachetée à LVMH en 1993.

## Historique

### Naissance de la marque RoC
En 1945, Jean-Charles Lissarrague, docteur en pharmacie, prend la direction de la pharmacie Rogé Cavaillès, spécialisée en dermatologie, et en fait un laboratoire de recherche dermo-cosmétique.
En 1955, il développe, à la demande des dermatologues, les premières formules hypoallergéniques sans parfum, c’est la naissance de RoC (contraction de Rogé Cavaillès).

### Précurseur de la cosmétologie en pharmacie
Dans les années 1950, Jean-Charles Lissarrague conçoit la première gamme de produits cosmétiques hypoallergéniques.
Il innove encore en 1957 en lançant la première crème solaire à très haute protection, anciennement considérée comme écran total (IP 50+).
En 1987, RoC devient le premier laboratoire[réf. nécessaire] à proposer des crèmes non-comédogènes, c’est-à-dire ne favorisant pas l’apparition de boutons d’acné et de points noirs.
En 2010, la marque lance la première gamme de crèmes basée sur l’électrostimulation : RoC Sublime Energy. 
En 2019, le groupe américain Johnson & Johnson cède la marque au fonds d'investissement Gryphon Investors. 